# Die grössten Schweizer Talente
 (décembre 2021).
Si vous disposez d'ouvrages ou d'articles de référence ou si vous connaissez des sites web de qualité traitant du thème abordé ici, merci de compléter l'article en donnant les références utiles à sa vérifiabilité et en les liant à la section « Notes et références ».
Die grössten Schweizer Talente (Les plus grands talents suisses) est une émission de télévision suisse produite par GRUNDY Schweiz AG et diffusée sur SF1 depuis le 29 janvier 2011. Il s'agit de l'adaptation suisse de l'émission britannique Britain's Got Talent, concept créé par Simon Cowell. Le but de l'émission est de trouver le plus grand talent suisse. Les candidats présentent leur talents en quelques minutes devant un jury composé de trois personnalités suisses. Cette émission est un grand succès, puisqu'elle est suivie par environ un million de téléspectateurs par soirée. La Suisse alémanique a une population d'environ 5 millions d'habitants.

## Première saison
La première émission de la première saison a été diffusée le 29 janvier 2011 sur SF1. Elle a été présentée par  Sven Epiney et Andrea Jansen. Le jury était composé du chanteur DJ BoBo, de l'ex-Miss Suisse Christa Rigozzi et du présentateur de télévision Roman Kilchsperger. Les auditions ont été tournées à Zurich en décembre 2010. Les quatre émissions des auditions ont été diffusées à partir du 29 janvier 2011, tous les samedis. Les trois demi-finales ont été diffusées depuis le 27 février 2011 chaque dimanche depuis Kreuzlingen. Les deux candidats de chaque demi-finale ayant obtenu le plus de voix des téléspectateurs par téléphone étaient qualifiés pour la finale. Le jury choisissait le troisième finaliste parmi les troisièmes et quatrièmes candidats choisis par téléphone. La finale a eu lieu le 20 mars 2011. Elle a été remportée par la chanteuse argovienne Maya Wirz, âgée de 47 ans. Elle a chanté Time To Say Goodbye. Maya Wirz a signé un contrat avec Sony Music une semaine après la finale.

## Deuxième saison
En mai 2011, la chaîne a annoncé qu'une deuxième saison était en projet. Elle a été diffusée sur SF1 à partir du 28 janvier 2012. Elle a été présentée par Sven Epiney et Anna Maier et le jury n'a pas changé. Les auditions ont aussi été diffusées le mercredi. Les émissions en direct ont été diffusées le samedi. La finale a été diffusée le 17 mars 2012 en direct de Kreuzlingen. Elle a été remportée par la chanteuse lucernoise Eliane Müller, âgée de 21 ans. Elle a chanté la chanson de Metallica Nothing Else Matters.

## Troisième saison
Après une pause de deux ans, la troisième saison 3 est diffusée à partir de février 2015. Le nombre de jurés passe à quatre : l'ancien footballeur Gilbert Gress et le présentateur Sven Epiney rejoignent DJ BoBo, Christa Rigozzi.